# Drepanulatrix mercedulata
Drepanulatrix mercedulata är en fjärilsart som beskrevs av John Kern Strecker 1899. Drepanulatrix mercedulata ingår i släktet Drepanulatrix och familjen mätare. Inga underarter finns listade i Catalogue of Life.